# Hechos 24

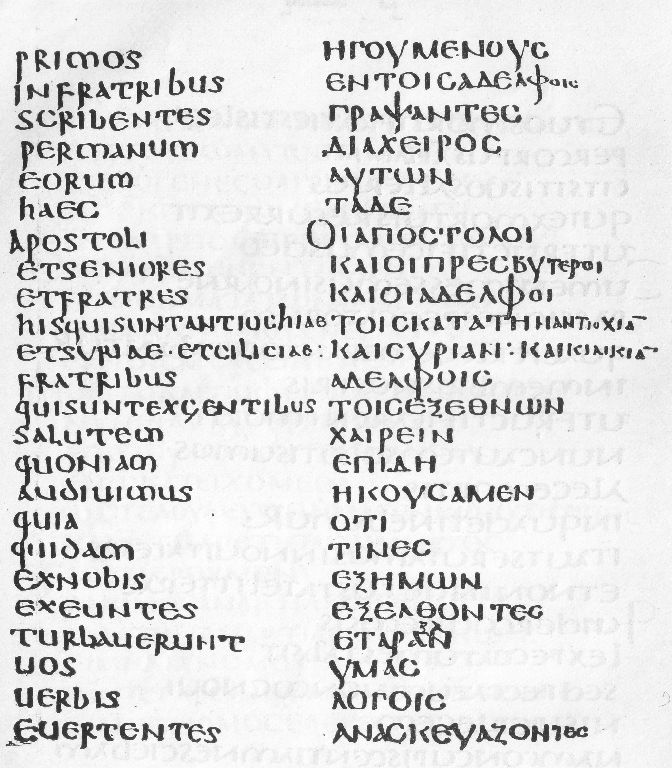
Hechos 15:22-24 en latín (columna izquierda) y griego (columna derecha) en el Codex Laudianus, escrito hacia el año 550 d.C.

Hechos 24 es el vigésimo segundo capítulo de los Hechos de los Apóstoles del Nuevo Testamento de la  Bibliacristiana. Registra el período de encarcelamiento de Pablo en Caesarea. El autor del libro que contiene este capítulo es anónimo, pero la tradición cristiana primitiva afirmó uniformemente que Lucas compuso este libro así como el Evangelio de Lucas.

## Texto
El texto original fue escrito en griego koiné. Este capítulo está dividido en 27 Versículos.

### Testigos textuales
Algunos manuscritos tempranos que contienen el texto de este capítulo son:
- Codex Vaticanus (325-350 d. C.)
- Codex Sinaiticus (330-360)
- Codex Bezae (c. 400)
- Codex Alexandrinus (400-440)
- Codex Ephraemi Rescriptus (c. 450; Versículos 16-27 existentes)
- Codex Laudianus (c. 550)

## Localizaciones
Los acontecimientos de este capítulo tuvieron lugar en Caesarea.

## Comentarios generales
El tribuno Lisias envía a Pablo a Cesarea, sometiéndolo así a la jurisdicción romana, lo que evita que los judíos logren juzgarlo ante el Sanedrín. El caso de Pablo sigue el procedimiento romano de cognitio extra ordinem, que para el siglo II d. C. había reemplazado los tribunales permanentes o quaestiones perpetuae. A diferencia de estos, la cognitio extra ordinem era dirigida por el emperador o un magistrado en su nombre, asistido por un consejo. Este procedimiento se basaba en el principio inquisitivo, otorgando al magistrado amplia discrecionalidad en la investigación y decisión del caso, incluso para ajustar las penas según la gravedad. Los capítulos 24 y 25 del libro de los Hechos proporcionan una visión detallada de este proceso. Describen la denuncia judía contra Pablo, el vocabulario técnico relacionado con la audiencia judicial y el papel del consejo asesor. También se destaca la flexibilidad de los magistrados Félix y Festo en la conducción del juicio. En su defensa, Pablo subraya que el cristianismo no es una secta del judaísmo y que sus actos no contravienen la autoridad civil.

Los cristianos no son enemigos de nadie y mucho menos del emperador. Saben en efecto que el mismo Dios le ha constituido en su cargo, y por eso necesariamente le aman, respetan, honran y desean verlo salvo junto con todo el Imperio hasta el fin de los tiempos» 

En los versículos 24-27 del libro de los Hechos, se relata la comparecencia de Pablo ante el gobernador Félix y su esposa Drusila. Drusila era hija de Herodes Agripa I y había dejado a su esposo legítimo para unirse a Félix, el procurador romano. En este contexto, Pablo demuestra gran valentía al dirigirse a ellos, hablando con franqueza sobre temas como la justicia, la castidad y el juicio futuro, temas especialmente incómodos para una pareja que vivía en una relación considerada ilícita. La actitud de Pablo resalta su compromiso con la verdad, aun cuando se enfrenta a figuras de poder que vivían en abierta transgresión moral.

Observad que, admitido a coloquio con el gobernador, Pablo no le dice nada de lo que hacía falta decir para influirle y ablandarle, sino que le dirige palabras que le asustan y turban sus pensamientos.

## Contexto
En los capítulos anteriores, Pablo ha sido acusado de enseñanzas y prácticas contrajudías: «enseña a todos los hombres en todas partes contra el pueblo, la la ley y el este lugar; y además también ha introducido griegos en el templo y ha profanado este lugar santo». Ha respondido con su propia declaración de defensa (Hechos 22) pero el contenido de su discurso «resulta demasiado» para su audiencia judía y «reanudan su conducta alborotadora» (Hechos 22:22-23). Pablo ha sido detenido, inicialmente en el cuartel romano de Jerusalén, y luego en Cesarea, a unos 110 kilómetros (68,4 mi) de la capital judía. Ha afirmado que por nacimiento es un ciudadano romano (Hechos 22:25-28), por lo que su juicio debe realizarse en reconocimiento de su ciudadanía. La intención del narrador es hacer avanzar la historia del traslado de Pablo a Roma para ser juzgado. Cuando Hechos 23 termina, el gobernador romano, Antonio Félix, está esperando la llegada de los acusadores de Pablo desde Jerusalén para comenzar una vista. El lugar de la vista es ahora «mucho más de la esfera romana que de la judía».

## El discurso de acusación (Versículos 1-9)
El Sanedrín envió una delegación a Félix, trayendo a un retórico profesional (RV: orador; NRSV abogado) para que hiciera una presentación retórica formal en su nombre (versículo 1).

### Versículo 1
Y a los cinco días descendió el sumo sacerdote Ananías con los ancianos, y con cierto orador llamado Tértulo, que informó al gobernador contra Pablo.'.
Este «Ananías, el sumo sacerdote» (Versículo 1; cf. Hechos 23:2) era Ananías hijo de Nebedaeus, que fue nombrado por Herodes de Calcis en el año 47 d. C., y sustituido en el 59. 

### Versículos 2-3
2 Y cuando fue llamado, Tértulo comenzó su acusación, diciendo: «Viendo que por ti gozamos de gran paz, y que la prosperidad está siendo traída a esta nación por tu previsión, 3 lo aceptamos siempre y en todo lugar, nobilísimo Félix, con todo agradecimiento.”.
La Versión King James afirma que «fue llamado», refiriéndose a que Pablo fue llamado para escuchar la acusación contra él. Así, la Nueva Traducción Viviente abre el Versículo 2 con «Pablo fue llamado». Alternativamente, la Biblia Viviente sugiere que las palabras se refieren a que Tertulio fue llamado hacia delante.

### Versículo 5
Porque hemos hallado a este hombre un sujeto pestilente, y un incitador a la sedición entre todos los judíos del mundo, y un cabecilla de la secta de los nazarenos:
- «La secta de los nazarenos» se refiere a los 'seguidores de Jesús el Nazareno' (cf. Mateo 2:23), es decir, cristianos.[19] Este apelativo para los cristianos está atestiguado en el escrito de Tertuliano (Adv. Marc. 4.8).[20]

## La defensa de Pablo (Versículos 10-21)
Cuando le llega el turno de hablar, Pablo, al igual que Tértulo, centra su autodefensa (apologia, versículo 10) en los sucesos de Jerusalén, afirmando que no se ha visto envuelto en disputas o disturbios en la sinagoga o el templo (versículo 12) y, «como Lucas se esfuerza en demostrar, no se le puede probar ningún delito contra la ley» (versículo 13). «Mediante una narración sencilla, Pablo echa por tierra la exagerada acusación» que se hizo contra él.

### Versículo 10
Entonces el gobernador le hizo señas para que hablara y Pablo respondió: «Sé que has sido juez de esta nación durante muchos años y por eso me complace hacer mi defensa ante ti.».
La manera digna, tranquila y sabia en que habla Pablo ha sido señalada por varios escritores. Los «muchos años» de Félix probablemente ascendieron a seis o siete años.

## Félix aplaza el juicio (Versículos 22-27)

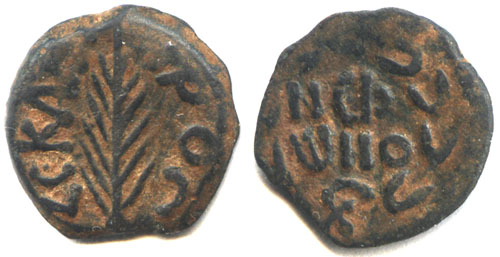
Prutah de bronce acuñada por Antonio Felix en el tercer año de Nerón (fecha: LC; 56/57 d. C.)

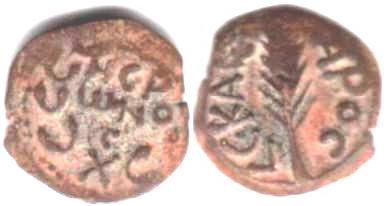
Pruta de bronce acuñada por Porcio Festo en el quinto año de Nerón (fecha: LE; 58/59 d. C.)

Cuando la acusación y la defensa han presentado sus casos, Félix, el procurador, «se niega a ser arrastrado a emitir un juicio», primero «con el pretexto de esperar el informe del tribuno» (Versículo 22), pero luego «no se oye hablar más de esto». Según la costumbre de la época, Pablo podía ser liberado al final del mandato de Félix (versículo 27), pero 'Félix deja deliberadamente el caso para su sucesor'.

### Versículo 27
Pero al cabo de dos años Porcio Festo sucedió a Félix; y Félix, queriendo hacer un favor a los judíos, dejó atado a Pablo. 
- «Porcio Festo»: el procurador de la Judea sucediendo a Antonio Félix. Su tiempo exacto en el cargo no se conoce, siendo la fecha más temprana propuesta para el inicio de su mandato hacia 55-6 d. C., mientras que la más tardía es 61 d. C.,[26] pero la mayoría de los eruditos optan por una fecha entre 58 y 60, basada en un cambio en la acuñación provincial de Judea atestiguado para el quinto año de Nerón apunta al 59 d. C. [27]